# Britské korunovační klenoty

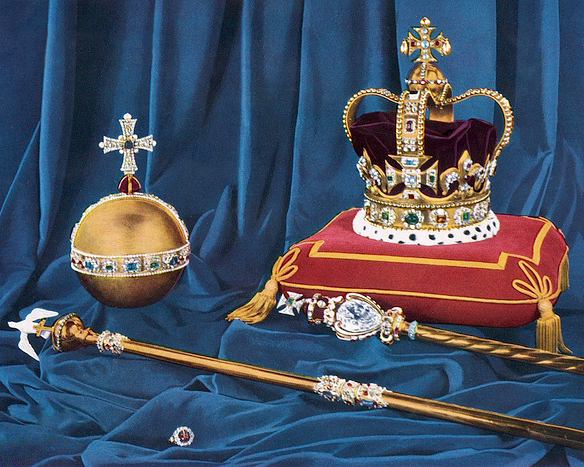
Koruna svatého Eduarda (vpravo), královské jablko (vlevo), žezla a prsten

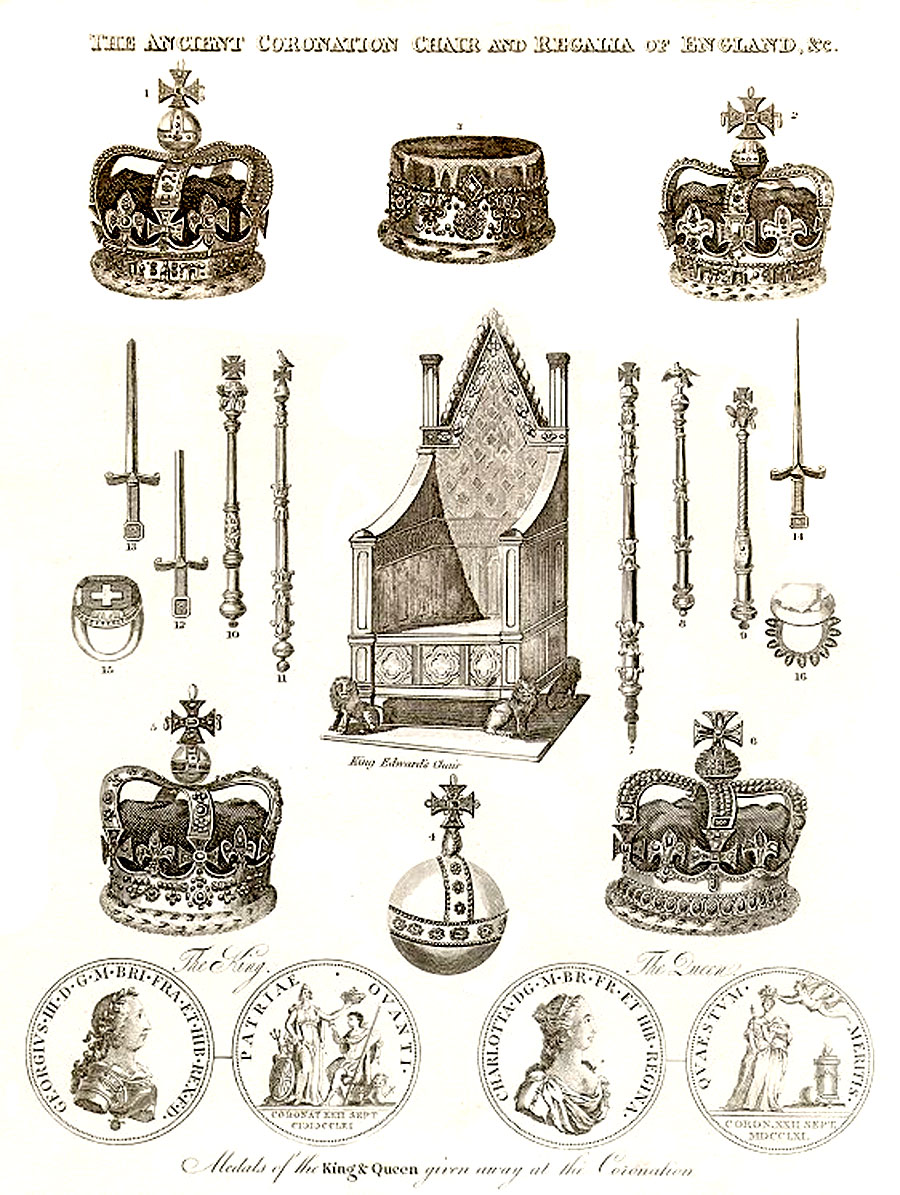
Korunovační stolec a klenoty Anglie

Korunovační klenoty Anglie (anglicky Crown Jewels) je souhrnný název označující regálie a oděvy užívané panovníkem Spojeného království během korunovačního ceremoniálu a jiných státních příležitostech. Soubor korunovačních klenotů obsahuje následující předměty: Korunu sv. Eduarda, Imperiální korunu a další méně významné koruny např. pro manželky panovníků, žezla (žezlo s křížem a žezlo s holubicí), královské jablko, meče (Sword of Offering, Sword of State, Sword of Mercy – nazývaný Curtana), prsten, ostruhy, colobium sindonis, dalmatiku, armil a královský háv nebo plášť, stejně jako některé další předměty spojené s vlastní ceremonií.
Mnoho z předmětů setu pochází ještě z předreformačního období a má duchovní a náboženské konotace. Například roucho oblékané panovníky následně po pomazání se blízce podobá albě či dalmatice používaných biskupy.

## Dějiny
Mnoho z korunovačních klenotů z anglosaského období v Anglii se pravděpodobně ztratilo za dob Jana Bezzemka poblíž zátoky Wash, roku 1216. Podle Matěje Parise byl mladý král Jindřich III. korunován v Gloucesteru v roce 1216 zlatou čelenkou. „Velká koruna Anglie“ („Great Crown of England“) Alfréda Velikého, která se neztratila, byla uchovávána v Londýně, nebyla však dostupná Jindřichovi III. pro jeho korunovaci, protože hlavní město bylo v té době pod vládou Ludvíka VIII., pozdějšího krále francouzského.
Byly vyrobeny nové předměty, jako náhrada za ty ztracené a v roce 1284 byly ještě doplněny o diadém waleského prince Llywelyna. Roku 1303 byla tato nová náhradní sada uloupena z Westminsterského opatství, nicméně většina z klenotů, možná dokonce všechny, byly nalezeny ve zlatnickém krámku v City of London a o několik dní později se vrátily zpět majiteli, se strašnými následky pro překupníka. Od roku 1303 byly korunovační klenoty uloženy v Londýnském Toweru.
Během občanské války, 3. června 1643, Henry Marten nařídil otevření truhly obsahující starobylé korunovační klenoty a vyňal korunu, žezla, roucha, a další propriety Eduarda III. Vyznavače a snažil se je veřejně zesměšnit. To je zaznamenáno J. Planchéem v jeho knize Kronika korunovací královen vládnoucích Anglii (A Chronicle of the Coronations of the Queens Regnant of England) z roku 1838.
Podruhé byly klenoty odcizeny několika vojáky z Westbourneské společnosti v červenci stejného roku, a nakonec prodány, nebo zničeny v roce 1649.
Oliver Cromwell nechal svého času roztavit většinu z korunovačních klenotů po nastolení anglické republiky v roce 1649. Po restauraci monarchie pod žezlem Karla II., krále anglického a skotského v roce 1660 byla většina regálií nahrazena. Přes snahy vystopovat původní předobčanskoválečné korunovační klenoty, nalezly se kromě zlata z roztavených klenotů a několika drahých kamenů, neporušené pouze tři meče a jedna lžíce.